# プロトン・ワジャ
ワジャ (WAJA)は、プロトンが製造販売していた自動車である。

## 概要
2000年8月に発売。三菱・カリスマおよび初代ボルボ・S40のプラットフォームが用いられ、マレーシア車としては初めて独自に開発されたモデルでもある。また、プロトンのCIもワジャの発売を機に変更された。
1990年代末からプロトンのカンプロエンジンと共に開発が進められたが、ワジャの開発完了時にはカンプロエンジンの開発が完了していなかったため、2006年1月にS4PH型カンプロエンジンが搭載されるまでは三菱自動車工業の直列4気筒 1.6L SOHC 4G18型エンジンが搭載された。また、2002年にはルノーの1.8L DOHC F4P型エンジン搭載モデルが発売されたが、マレーシア国内では欧州製エンジンへの信頼性が低かったため、販売は振るわず、翌年には廃止された。トランスミッションについては、1.6L車には4速オートマチックトランスミッションあるいは5速マニュアルトランスミッションが、1.8L車には4速オートマチックトランスミッションのみがそれぞれ用意される。
2006年中旬には1度目のフェイスリフトが行われ、テールライトのデザインが若干変更された。その後、2007年1月19日に2度目のフェイスリフトが行われ、フロントグリルのデザインが変更された。
2005年末にはペルダナV6に用いられる三菱自動車のV型6気筒 2L 6A12型エンジンを搭載し、ホイールベースが延長されたワジャ チャンセラー (Waja Chancellor) が発売されたが、2007年のフェイスリフトは行われず、フロントグリルのデザインは初期のものと同一のものが装着されている。また、トランスミッションは4速ATのみとなる。
2001年4月にイギリス市場へインピアンの名称で輸出が開始された。

## 車名
「Waja」は「硬さ」を意味しており、ボディが頑丈であることを表している。また、イギリスでの車名である「Impian」はマレー語で「夢」を意味する。